# هری آرچ
هری آرچ (انگلیسی: Harry Arch; ۲۹ نوامبر ۱۸۹۴ – ۱۹۷۸ (۸۳−۸۴ سال)) بازیکن فوتبال بود.
از باشگاه‌هایی که در آن بازی کرده‌است می‌توان به باشگاه فوتبال وست برومویچ آلبیون و باشگاه فوتبال گریمزبی تاون اشاره کرد.